# Pir Panjal
La chaîne Pir Panjal (en ourdou : پیر پنجال, en hindi : पीर पंजाल पर्वतमाला (pīr pañjāl parvatmālā), en pendjabi : ਪੀਰ ਪੰਜਾਲ) est un massif de montagnes d'Asie situé en Inde et au Pakistan et faisant partie de l'Himalaya. Il entoure intégralement la vallée du Cachemire et culmine à 6 221 mètres d'altitude à l'Indrasan.

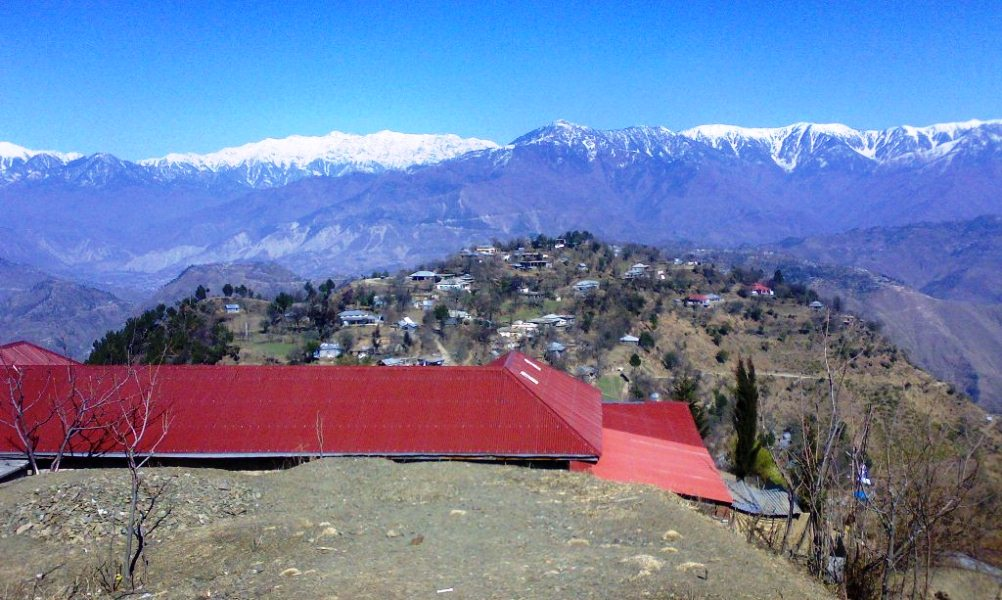
Vue d'une partie des sommets enneigés de la chaîne Pir Panjal depuis le village pakistanais de Kukmang.

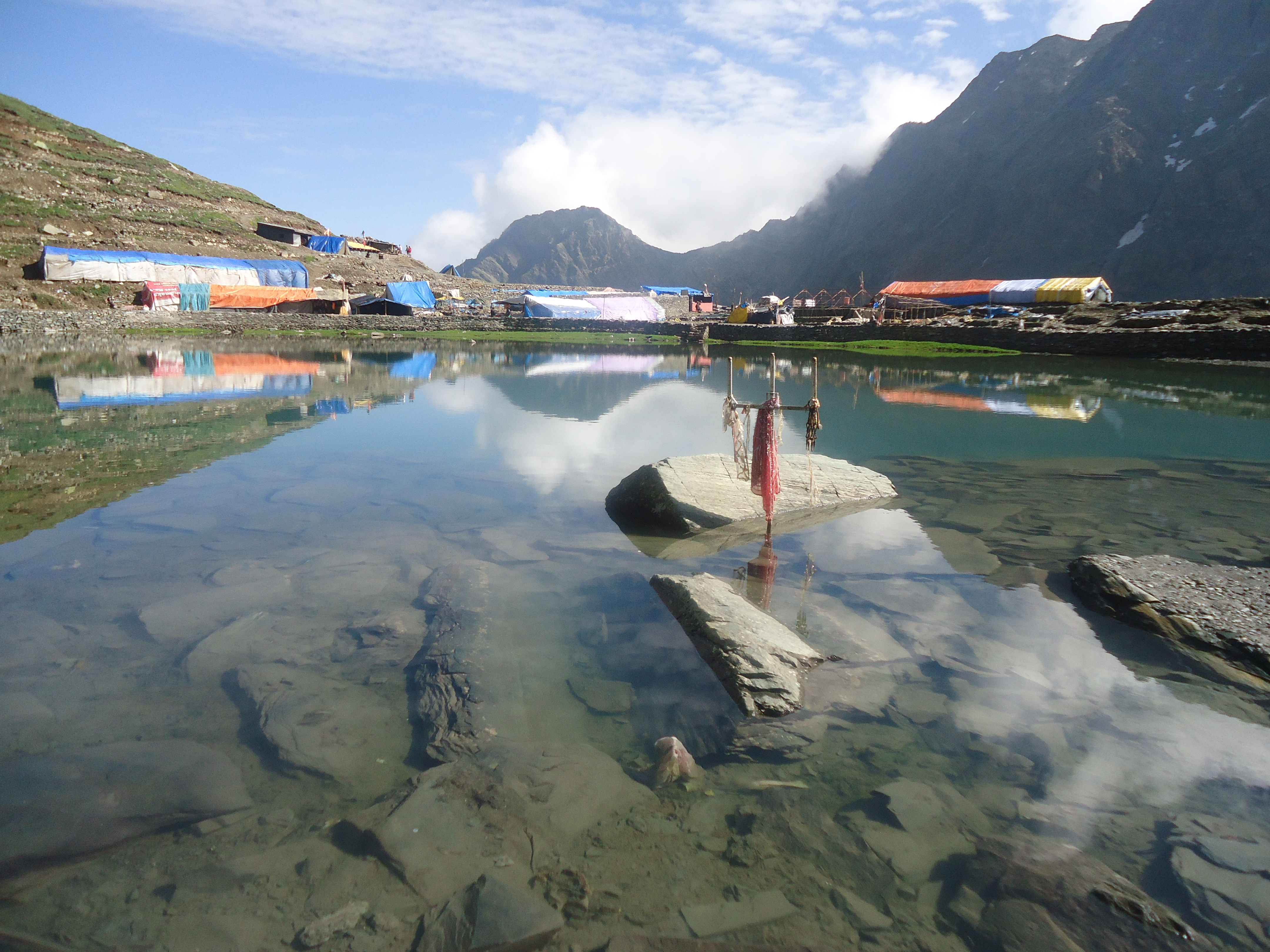
Vue du lac Manimahesh entouré par les montagnes de la chaîne Pir Panjal.